# Małe Sławno
Małe Sławno – jezioro na Pojezierzu Dobiegniewskim, położone w województwie lubuskim, w powiecie strzelecko-drezdeneckim, w gminie Dobiegniew.

## Położenie i opis
Jezioro położone jest w północno-wschodniej części powiatu strzelecko-drezdeneckiego, na Pojezierzu Dobiegniewskim. Około 2 km na południowy wschód od zbiornika znajduje się znacznie większe jezioro Słowie. Od wschodu do jeziora przylega wieś Słowin.

## Hydronimia
Jezioro pojawia się w źródłach w 1851 roku jako Kl. Schlage S., a następnie Kleiner Schlage See (1911, 1936), Kl. Schlage See — Małe Sławno (1955), J. Słowin (1977), Jezioro Sławka (1983, 2000), Słowin (2006). Państwowy rejestr nazw geograficznych jako nazwę urzędową akwenu podaje Małe Sławno, wymieniając nazwy oboczne Sławka i Słowin.

## Morfometria
Według danych Instytutu Meteorologii i Gospodarki Wodnej powierzchnia zwierciadła wody jeziora wynosi 23,6 ha. A. Choiński, poprzez planimetrowanie na mapach 1:50 000, określił powierzchnię jeziora na 25 ha. 
Średnia głębokość zbiornika wodnego to 5 m, a maksymalna to 11,4 m. Objętość jeziora wynosi 1180 tys. m³. Maksymalna długość jeziora to 1640 m, a szerokość 200 m. Długość linii brzegowej wynosi 3650 m.
Według Atlasu jezior Polski (red. J. Jańczak, 1996) lustro wody znajduje się na wysokości 63,5 m n.p.m., natomiast według numerycznego modelu terenu udostępnionego przez Geoportal 63,3 m n.p.m.

## Zagospodarowanie
Administratorem wód jeziora jest Regionalny Zarząd Gospodarki Wodnej w Bydgoszczy. Utworzył on obwód rybacki, który obejmuje wody jeziora Słowin (Sławka) wraz z wodami cieku bez nazwy od jego źródeł do ujścia do rzeki Koczynki (obwód rybacki jeziora Słowin na cieku bez nazwy w zlewni rzeki Koczynka – Nr 1). Gospodarkę rybacką prowadzi na jeziorze Polski Związek Wędkarski Okręg w Gorzowie Wielkopolskim.